# 圆圃棘口吸虫
圆圃棘口吸虫（学名：Echinostoma hortense）为棘口科棘口属的动物。分布于日本、朝鲜以及中国大陆的福建、江苏、上海、辽宁、吉林等地，营寄生生活，宿主家狗（吉林）、人（日本）、水獭（日本）、鼠兔（福建）、黄胸鼠（上海）、褐家鼠（上海、日本）以及寄生于肠。

## 外部連結
- 寄生蟲學-Nematoda(線蟲)-Echinostoma spp.(棘口吸蟲)（页面存档备份，存于）